# 里見八犬伝 オリジナル・サウンドトラック
『里見八犬伝 オリジナル・サウンドトラック』（さとみはっけんでん オリジナル・サウンドトラック）は、TBSテレビ開局50周年記念スペシャルドラマとして、2006年1月2日前編、同1月3日後編として放送されたドラマ『里見八犬伝』のオリジナルサウンドトラック。蒼の章と朱の章に分けられた2枚組アルバム。ニューエイジミュージックユニット Infinixのアルバム。販売元はユニバーサルミュージック。

## 収録曲
ディスク1（蒼の章）
出典:
1. Brave soul(エスニックヴァージョン)
2. Love forever
3. 剣士の舞
4. 涅槃の月
5. 遥か遠く
6. 八犬士
7. 栄華の夢'
8. 哀歌
9. 惡の華
10. 風林火山
11. 天地神明
12. 鬼哭
13. 因果応報～玉梓のテーマ
14. 流転の旅
15. 夜叉
16. 森羅万象
17. 大地をゆく[3]
18. 山河
19. 優しき面影
20. 八犬士・水晶

ディスク2（朱の章）
出典:
1. Brave soul(アンビエントヴァージョン)
2. Illusion
3. 修羅の刻
4. 栄枯盛衰
5. 安房の国の物語
6. 遠き笛の調べ
7. 旅立ちの時
8. 泰平
9. 剣
10. 十戒
11. 呪
12. 疾風
13. 無念夢想
14. 八犬士・絆
15. 夕焼け
16. 諸行無常
17. 動乱
18. 別離
19. 煩悩
20. 千年の旅

## クレジット
出典:
- プロデュース：Infinix
- 作曲：坂本勝   　 ※  除く　勝木ゆかり：1-1、2-1、黒木千波留：1-8、1-12、1-18、2-8、2-17
- バイオリン：工藤春彦、土屋玲子
- 尺八：上遠野衛
- 篠笛、能管：仲林理恵
- 中国琵琶：邵容（シャオ・ロン）
- ストリングス：グレート栄田ストリングス